# Герань великолепная
Гера́нь великоле́пная (лат. Geranium ×magnificum) — гибридный вид, полученный в результате скрещивания герани грузинской с геранью плосколепестной.
Geranium ×magnificum =(Geranium ibericum × Geranium platypetalum)

## Ботаническое описание
В благоприятных условиях образует быстроразрастающийся куст до 50 см высотой.
Листья опушённые, пятираздельные, по краю зубчатые.
Цветки светло-фиолетовые.
Цветение начинается в июле.

## В культуре

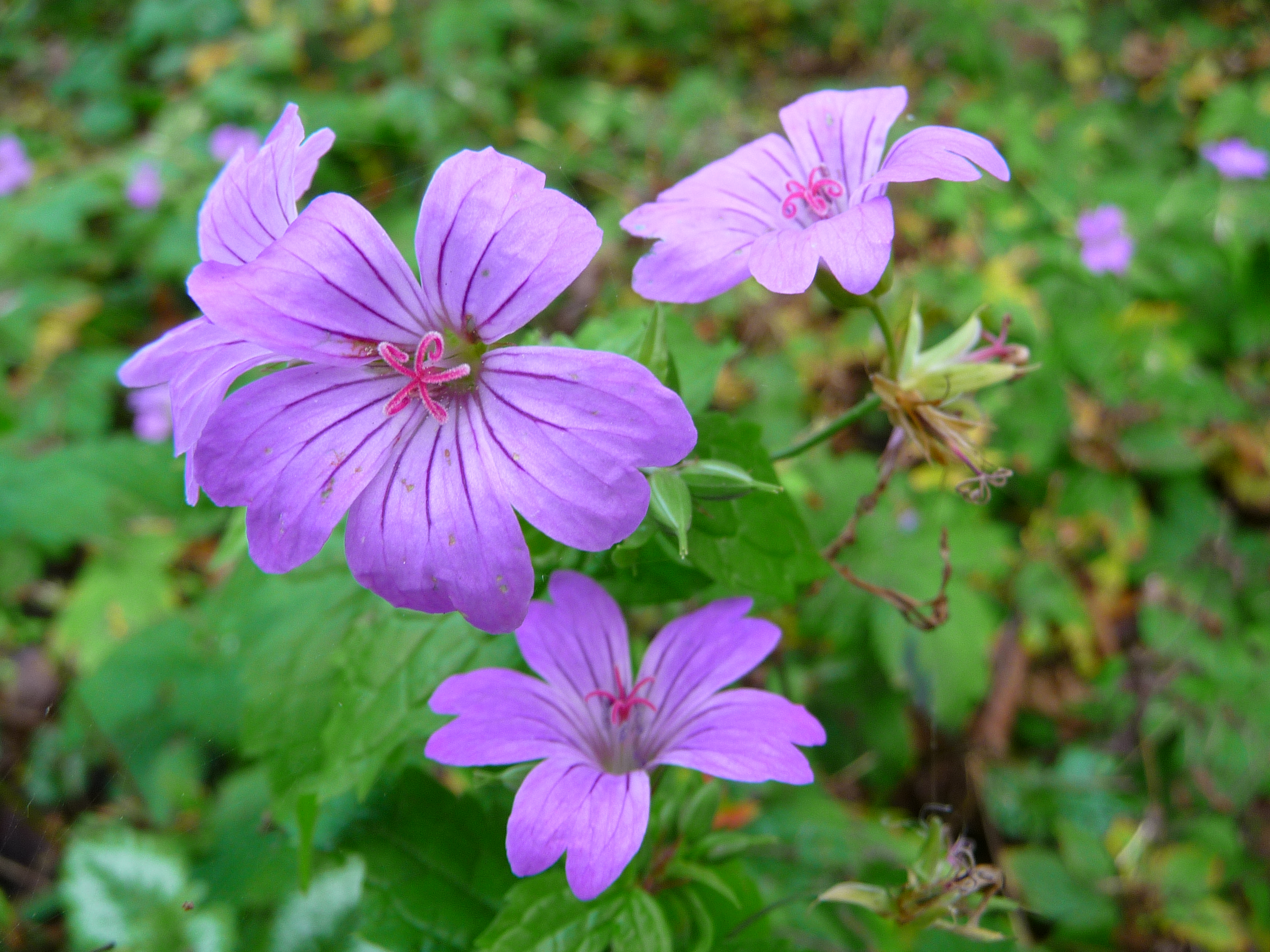

Рекомендуется посадка на солнечных местах.
Почвы предпочитает богатые, хорошо дренированные.
Деление куста рекомендуется производить в 5—7-летнем возрасте.
Используется для одиночных посадок (1—3 куста) и в миксбордерах.

## Сорта
- 'Alan Mayes'. Высота куста около 40 см, ширина около 35 см. Лепестки синие с тёмно-синими жилками. Цветки диаметром 45 мм[2].
- 'Blue Blood'. Образует не высокую округлую подушку листьев. Высота куста около 30 см, ширина около 35 см. Цветки синие с тёмно-синими жилками, диаметром 45 мм. Лепестки относительно тёмные, фиолетово-синие с небольших размеров светлым основанием, жилки почти чёрные[3].
- 'Mrs. Kendall Clark'. Цветки серо-синие с бледно-розовым отливом. Сорт отличается обильным цветением. Высота кустов 50—60 см[4].
- 'Rosemoor'. Высота куста около 45 см, ширина около 35 см. Цветки диаметром 50 мм. Лепестки фиолетово-синие с тёмно-синими жилками, основание розово-фиолетовое[5].